# Димитър Загорски
 Тази статия е за войводата Димитър Загорски.  За войводата Димитър Старозагорски вижте Димитър Андонов (революционер).  
Димитър Георгиев Хаджибанов, известен като Загорски, е български офицер и революционер, софлийски войвода на Вътрешната македоно-одринска революционна организация.

## Биография
Димитър Загорски е роден на 2 януари 1880 година в Стара Загора, тогава в Османската империя. Завършва Старозагорската мъжка гимназия и след това специални курсове за строителен техник при Министерството на благоустрояването.
През 1903 година служи в Трета пионерна дружина в Ямбол. През март се среща с Лазар Маджаров, който го привлича към ВМОРО и през април Загорски напуска армията и заминава за пограничния пункт Герге Бунар, където заедно със съгражданите си Никола Дочев и Иван Колчев се присъединява към четата на Михаил Герджиков. С чета от 30 души охранява конгреса на Петрова нива. По време на Илинденско-Преображенското въстание начело на отряд от 15-20 души участва в нападението на град Василико. Загорски заема хребета отделящ Старо Василико от Ново Василико, за да попречи на гърците от Ново Василико да окажат помощ на турците. След справянето със задачата отрядът му е увеличен на 32 души с помощик Петър Ковачев и му е възложено да охранява връх Голеш в Странджа, а Пеню Шиваров заема връх Китка срещу Василико. Двамата не успяват да спрат настъпващите турски колони и отстъпват към връх Гарван, откъдето по заповед на началството отстъпват към българския граничен пункт Алан Кайряк. След това Загорски отново навлиза в Османската империя с 25 души, за да улесни преминаването на границата от бежанците и да отблъсква мародерите от изоставените селища. С тази чета остава в Империята до октомври, когато се оттегля в Бургас. След това прибира скритото в Алан Кайряк оръжие и на 1 ноември отново постъпва в Ямболската дружина.
Уволнява се от армията и през март 1904 година се прибира в родната си Стара Загора. Лазар Маджаров го кани да замине с него за Беломорието, за да възстановяват разбитите революционни организации. Загорски набавя от Ямбол патрони за четата, но Маджаров не успява да замине поради ревматизъм и на 25 март 1904 година Загорски навлиза в Беломорска Тракия заедно с Михаил Даев преминавайки Арда при Кадъкьой и Еникьой. Даев обаче смята, че условията не са подходящи за работа, и се връща в България. Загорски обикаля с чета от 6 души Ортакьойско, Софлийско, Димотишко, Ференско и Дедеагачко. В много от селата възстановява революционните комитети и заедно с Димо Николов организира селата Караклисе и Башклисе с помощта на местния свещеник.
През септември 1904 година Одринският окръжен комитет го заменя с Димо Николов, а Загорски се връща в Стара Загора. В Стара Загора се среща със задграничния представител и негов втори братовчед по майчина линия Иван Гарванов, който го кара да се прехвърли в София. В София работи за Задграничното представителство и контактува с Дамян Груев, Ефрем Чучков, Атанас Бабата и Апостол Петков. Пренася оръжие от София до Кюстендилския пункт, с което се въоръжава четата на Мише Развигоров.
В началото на 1905 година се завръща в родния си град и работи като строителен техник към общината. Участва в изграждането на парка „Аязмото“ в 1937 година.
Умира на 1 юли 1942 година.